# Gaetano Berruto
Gaetano Berruto (Torino, 8 febbraio 1946) è un linguista italiano, particolarmente attivo nel campo della sociolinguistica.

## Biografia
Dopo la maturità classica, ottenuta al liceo Cavour, nel 1969 si è laureato in Lettere all'Università di Torino con una tesi in dialettologia italiana.
Ricercatore all'Atlante Linguistico Mediterraneo a Venezia (1969-1971), è tornato poi all'Ateneo torinese, come borsista e poi assistente di Dialettologia italiana (1971-1980).
Nel 1973 è diventato professore incaricato di Linguistica generale presso l'Università di Bergamo, incarico mantenuto fino al 1981, quando è stato chiamato come professore ordinario di Linguistica italiana all'Università di Zurigo.
Dal 1995 è professore ordinario di Linguistica generale e Sociolinguistica presso l'Università degli Studi di Torino.
È stato tra l'altro Gastprofessor di Sociolinguistica all'Università di Heidelberg (1997) e professeur invité di Sociolinguistica all'Università Paris III-Sorbonne Nouvelle (2003).
Ha ricoperto l'incarico di presidente della Società di Linguistica Italiana (1985-1989), è membro dei comitati di riviste internazionali (Rivista Italiana di Dialettologia, Revue française de linguistique appliquée, Romanische Forschungen, Sociolinguistic Studies, Sociolinguistica) e dal 2008 è socio corrispondente dell'Accademia delle Scienze di Torino.
Nel 2018 è stato nominato Professore Emerito.

## Opere
- La sociolinguistica, Bologna, Zanichelli, 1974.
- La semantica, Bologna, Zanichelli, 1976.
- Sociolinguistica dell'italiano contemporaneo, Roma, Carocci, 1987. 2ª ed. 2012.
- Lezioni di sociolinguistica e linguistica applicata (con Monica Berretta), Napoli, Liguori, 1988.
- Fondamenti di sociolinguistica, Roma-Bari, Laterza, 2003.
- Nozioni di linguistica generale, Napoli, Liguori, 2004.
- Prima lezione di sociolinguistica, Roma-Bari, Laterza, 2004.
- Corso elementare di linguistica generale, Torino, UTET Università, 2006.
- La linguistica: un corso introduttivo (con Massimo Cerruti), Torino, UTET Università, 2011.